# Rexhep Mitrovica

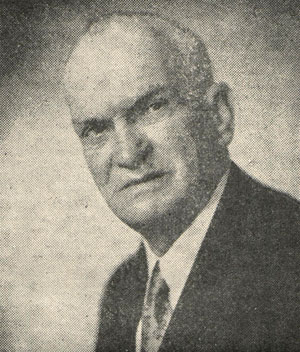
Rexhep Mitrovica, 1921

Rexhep Mitrovica (andere Namensvariante: Rexhep Bey Peja; * um 1887 in Mitroviça, Osmanisches Reich, heute Kosovo; † 21. Mai (oder evtl. 25. Mai) 1967 in Istanbul, Türkei) war ein albanischer Politiker.
Als Kind einer Großgrundbesitzerfamilie auf dem Gebiet des heutigen Kosovo geboren, studierte er in Istanbul. 1912 nahm er am Albaneraufstand im Kosovo teil. Er gehörte der Albanischen Nationalversammlung an, die am 28. November 1912 in Vlora tagte und die Unabhängigkeit Albaniens proklamierte. 1921 verfasste er mit Bedri Bej Pejani eine an die Westmächte gerichtete Denkschrift gegen die Albanerpolitik des neugeschaffenen Königreichs Jugoslawien. Ab 1923 war er Unterrichtsminister in der albanischen Regierung unter Ahmet Zogu, bis er 1926 wegen seiner Beteiligung an einer Verschwörung gegen diesen inhaftiert wurde. Er wurde 1927 begnadigt.
Mitrovica soll den Balli Kombëtar nahegestanden haben; 1943 war er Vorsitzender der Zweiten Liga von Prizren und wurde am 5. November dieses Jahres Ministerpräsident der neuen albanischen Regierung. Diese wurde von einer Nationalversammlung gewählt, auf deren Zusammensetzung die deutsche Besatzungsverwaltung maßgeblichen Einfluss genommen hatte. Im Juni 1944 trat er aus gesundheitlichen Gründen zurück. Später lebte er wieder in Istanbul, wo er sich als Anführer einer Emigrantengruppe betätigte.